# Símbolo da Terra
Uma variedade de símbolos ou convenções iconográficas são usadas para representar a Terra, seja no sentido de planeta Terra, ou no mundo habitado, ou como um elemento clássico . Um círculo representando o mundo redondo, com os rios do Jardim do Éden separando os quatro cantos do mundo, ou girando 45° para sugerir os quatro continentes, continua sendo uma convenção pictográfica comum para expressar a noção de "mundial". O símbolo astronômico atual para o planeta é um círculo com uma cruz cruzada,. Embora a União Astronômica Internacional (IAU) agora desencoraje o uso de símbolos planetários, isso é uma exceção, sendo usado em abreviaturas como M 🜨 para massa da Terra.

## Terra, o elemento clássico
No misticismo chinês, o elemento clássico "Terra" é representado pelo trigrama de três linhas quebradas no I Ching (☷).
O símbolo alquímico ocidental (início da era moderna) para a terra é um triângulo apontando para baixo dividido por uma linha horizontal (🜃). Outros símbolos da terra na alquimia ou misticismo incluem o quadrado e a serpente.

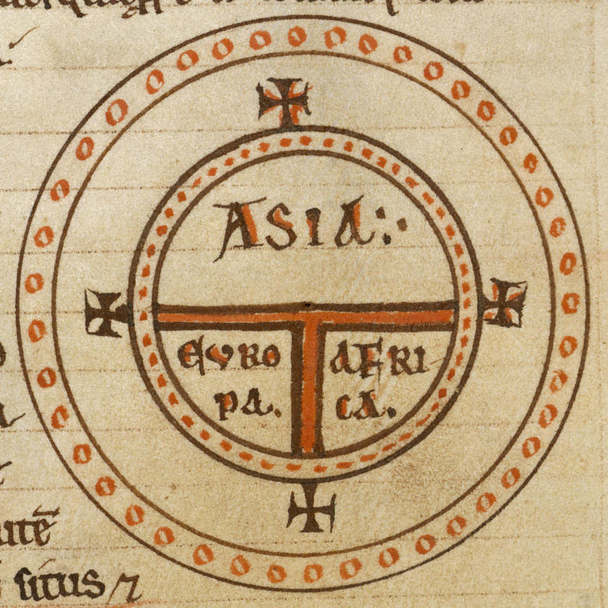
Representação T-and-O do século XII do mundo.

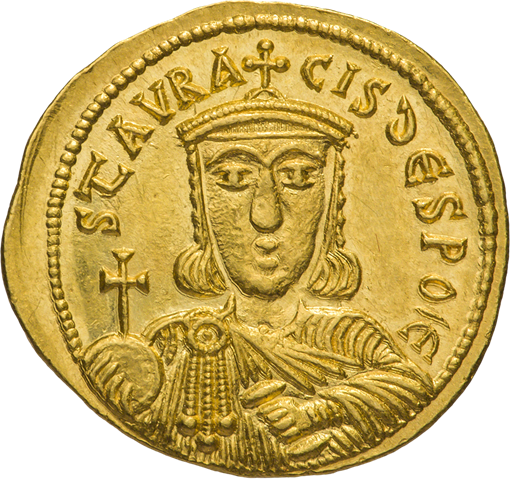
Moeda bizantina Solidus com um imperador bizantino segurando um globus cruciger na mão direita.